# Gamma Phi Beta
Gamma Phi Beta (ΓΦΒ) est une sororité étudiante féminine américaine et canadienne, fondée le 11 novembre 1874 à l'université de Syracuse à Syracuse dans l'État de New York. Son siège est situé dans le Colorado, dans la ville de Centennial. Composée aujourd'hui de 130 000 membres, 114 branches universitaires et 156 groupes d'anciens élèves, Gamma Phi Beta est la 8e plus ancienne consorie féminine aux États-Unis, et l'une des plus grandes sororités avec des branches réparties aux États-Unis et au Canada. 
Son symbole officiel est le croissant de lune. L'œillet rose en est sa fleur officielle.  L'insigne des Gamma Phi Beta fut conçue par Tiffany & Co.
L'objectif premier de Gamma Phi Beta est de promouvoir la plus haute forme de la condition féminine. Son credo est « Amour, travail, étude et fidélité ».